# Eilmarsch
Ein Eilmarsch (veraltet auch Gewaltmarsch genannt) ist ein militärischer Marsch mit hoher Geschwindigkeit, bei dem die Ruhezeiten teilweise oder auch ganz ausfallen. Die Durchführung eines Eilmarsches erfordert eine überdurchschnittliche physische Leistungsfähigkeit der Mannschaften. Für größere Abteilungen sind solche Märsche sehr anstrengend, wenn die tägliche Leistung in hohe Bereiche (für die Infanterie sind Tagesleistungen von über 30 km üblich) gesteigert wird. Die aus einem Eilmarsch resultierende Schwächung der Truppen kann aus militärischer Sicht durch den Nutzen aus dem schnellstmöglichen Erreichen des Zielpunktes gerechtfertigt sein.

## Historische Anwendung des Eilmarsches

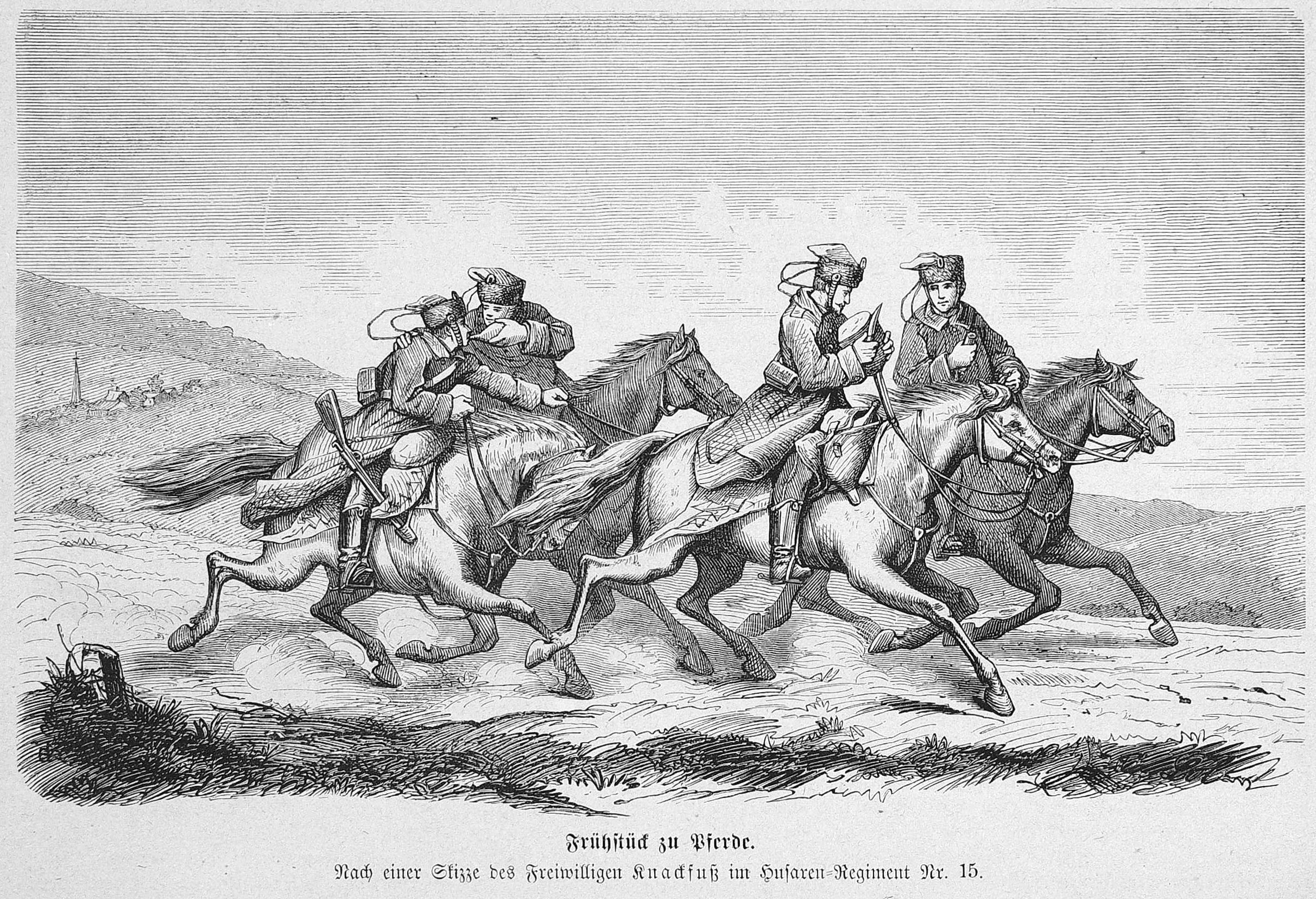
Frühstück zu Pferde. Nach einer Skizze des Freiwilligen Knackfuß im Husaren-Regiment Nr. 15. In: „In Eile“, Die Gartenlaube, 1871, S. 269.

Unter einem Eilmarsch wird im militärhistorischen Sinn ein Marsch unter Einsatz von Muskelkraft verstanden – entweder ein Fußmarsch der Infanterie oder ein Gewaltritt der Kavallerie. Die Schwächung der Truppen bei einem Eilmarsch resultierte dabei aus:
- verringerter physischer Kraft von Soldaten und Pferden durch Erschöpfung,
- verringertem Leistungsvermögen durch Schlafmangel bei anhaltenden Tag- und Nachtmärschen,
- Verringerung der Truppenstärke durch zurückbleibende Kranke und Nachzügler,
- frühzeitige Abnützung des Materials, wie Schuhwerk und Hufeisen.

Durch unzweckmäßig geleitete und übertriebene Eilmärsche konnten Heeresteile vollständig kampfunfähig werden.

## Bekannte historische Eilmärsche
- 490 v. Chr. nach der Schlacht von Marathon marschierten die Hopliten unter der Führung des Strategen Miltiades noch in der Nacht[1] zurück nach Athen, um einen möglichen Angriff der Perser über die See zu verhindern.[2]
- 1805 in den Napoleonischen Kriegen: Das III. Korps der Grande Armée unter Führung von Marschall Davout marschierte in 50 Stunden von Wien zur Schlacht bei Austerlitz, eine Entfernung von 120 km.[3]
- 1862 im Amerikanischen Bürgerkrieg: Marsch des II. Korps der Südstaaten unter Generalmajor Stonewall Jackson zur Zweiten Schlacht am Bull Run. Dabei wurden 54 Meilen (87 km) in zwei Tagen zurückgelegt. Die Truppen unter Führung von Jackson waren ob ihrer Marschgeschwindigkeit auch unter dem Oxymoron Foot cavalry bekannt, also als „Kavallerie zu Fuß“.
- 1870 im Deutsch-Französischen Krieg: Heranführung des IX. Armeekorps unter General von Manstein zur Teilnahme an der Schlacht von Orléans. Dabei wurden auf sehr schlechten Wegen 11 deutsche Meilen (83 km) in 36 Stunden zurückgelegt.[4]
- 1914 im Ersten Weltkrieg: Das VII. Reserve-Korps unter General Johann von Zwehl marschierte 64 km in 24 Stunden, wobei ein Viertel der Infanterie vor Erschöpfung ausfiel, und erreichte damit den strategisch wichtigen Höhenzug Chemin des Dames zwei Stunden vor dem britischen I. Corps unter Haig. Teile des Höhenzuges wurden bis Frühjahr 1918 vom deutschen Heer gehalten.[5]

## Eilmärsche im Militär der Gegenwart
Als Beispiel für die Gegenwart – wo Landkriege mit Eilmärschen der Fußtruppen nur mehr relativ selten vorkommen – seien die Übungsmärsche in der modernen Schweizer Armee und der US-Army angeführt.
Die Schweizer Armee gibt gegenwärtig für den Eintrittstest ins AAD 10 (KSK) folgende Richtwerte vor:
- 8-km-Eilmarsch im Tarnanzug mit Feldschuhen und 15 kg Gepäck in max. 58 Minuten
- 25-km-Eilmarsch im Tarnanzug mit Feldschuhen und 25 kg Gepäck (Richtzeit: 3,5 h).

Der erstgenannte Marsch entspricht einem um etwa 60 % höheren Tempo als beim raschen Wandern, muss also mindestens zur Hälfte im Laufschritt durchgeführt werden. Der 25-km-Ausdauermarsch bedeutet eine Durchschnittsgeschwindigkeit von 7,1 km/h und damit etwa 50 % schneller als bei einer sechsstündigen, sehr raschen Wanderung mit nur kurzen Pausen.
Weiteres Beispiel ist der Abschlussmarsch der Schweizer Offiziersschulen: 100 km in maximal 24 h (Gepäck variiert je nach Truppengattung, ist in der Regel aber auf das Nötigste begrenzt).
Die US Army führt zur Auswahl von Kandidaten für die Ausbildung am JFK Special Warfare Center das Programm Special Forces Assessment and Selection (SFAS) durch. Teil der Prüfung bilden Eilmärsche, u. a.:
- 4-mi-Eilmarsch (6,43 km) im Tarnanzug mit Kampfstiefeln, M16, Tragegestell und 20 kg Gepäck

Von den Anwärtern, die diesen Marsch in maximal 54 Minuten absolvierten, wurden 1990 vier Fünftel zur Ausbildung zugelassen.
- Einzelkämpferlehrgang 7000-m-Lauf mit 20 kg Gepäck unter 52 min
- Special Air Service Battle Fitness Test 2,5 km als Gruppe in unter 13 Minuten, allein in unter 11,5 Minuten. Marsch 65 km mit 7000 Höhenmeter und 20 kg Gepäck unter 20 Stunden.
- Jagdkommando (Bundesheer) 24-km-Marsch mit 10 kg Rückengepäck über welliges Gelände in unter 3 Stunden und 30 Minuten.
- All Arms Commando Course
  - Teilnahmetest mit
    - 4-Mile-Eilmarsch (6,4 km) in 40 Minuten mit 9,5 kg persönliche Ausrüstung und Waffe
    - 6-Mile-Eilmarsch (9,6 km) in 60 Minuten mit 9,5 kg persönlicher Ausrüstung und Waffe
    - 12 Mile-Gepäckeilmarsch (19,2 km) in 4:40 Stunden mit 31 kg Gepäck und Waffe

  - Leistungsanforderungen mit
    - 9-Mile-Eilmarsch (14,4 km) in 90 Minuten mit 9,5 kg persönliche Ausrüstung und Waffe
    - 30 Mile (48 km) in 9 Stunden mit 18 kg Gefechtsausrüstung und Waffe

- UK Royal Marines 30 Mile (48 km) in unter 8 Stunden mit 18 kg Rucksack, Gefechtsausrüstung und Waffe

- Parachute-Regiment Freitagslauf – in jeder Klimazone
  - 10 Mile-Gepäckeilmarsch (16 km) in 1:50 Stunden mit 18,5 kg Gepäck und Waffe

Beim Fliegereilmarsch in deutschen Streitkräften überholt jeweils die letzte Teileinheit einer Einheit die anderen Teileinheiten im Laufschritt und setzt sich an die Spitze der Marschkolonne. Sobald diese die Spitze erreicht hat, läuft die nächste letzte Teileinheit los und setzt sich wiederum an die Spitze.

## Andere Begriffsverwendungen
Daneben wird „Eilmarsch“ auch im übertragenen Sinne für eine schnelle – und meist überhastete – gesellschaftliche Entwicklung gebraucht, z. B. in der Metapher „Eilmarsch in den Überwachungsstaat“.